# 우즈베키스탄-타지키스탄 관계
우즈베키스탄-타지키스탄 관계는 우즈베키스탄과 타지키스탄 간의 외교 관계를 의미한다.
이슬람 카리모프가 우즈베키스탄 대통령으로 재임하던 시기, 양국은 "선언되지 않은 냉전 상태"에 있으며 중앙아시아에서 가장 나쁜 양자 관계를 유지하고 있다는 평가를 받았다. 그러나 샵카트 미르지요예프가 우즈베키스탄 대통령으로 선출된 이후, 우즈베키스탄-타지키스탄 관계를 비롯해 우즈베키스탄과 중앙아시아 인접 국가들과의 관계는 새로운 잠재력의 시대로 접어들었다. 다만 이러한 잠재력이 실질적으로 구현되기까지는 시간이 필요하며, 2020년 기준 중앙아시아 지역은 여전히 세계에서 가장 통합이 덜 이루어진 지역 중 하나로 남아 있다.

## 역사
양국은 1991년 3월, 소련을 다른 형태로 보존하려는 시도의 일환으로 진행된 국민투표에 참여하였다. 그러나 그 해 8월 발생한 쿠데타 시도로 인해 이러한 노력은 곧 좌절되었다. 그 결과, 우즈베키스탄과 타지키스탄은 1991년 하반기 각각 독립을 선언하였으며, 연말에는 소련의 붕괴를 공식화한 독립국가연합(CIS)에 가입하였다.

## 군사 관계
1991년 소련 붕괴 이후, 타지키스탄 내에서 타지크인들이 우즈베크 물자를 공격하고, 우즈베키스탄에서는 타지크산 물품의 반입을 금지하면서 양측 간 갈등이 표면화되었다. 이후 타지키스탄에서는 민족 간 충돌이 발생하며 내전이 발발하였고, 이는 막대한 인명 피해를 초래하는 전면전으로 확대되었다. 내전 기간 동안 우즈베키스탄은 전쟁 확산을 막기 위해 자국 병력을 타지키스탄에 파견했으나, 양국 지도자들 간의 개인적인 의견 충돌로 인해 개입은 별다른 성과를 거두지 못했다. 그럼에도 불구하고, 내전으로 인해 많은 수의 우즈베크계 및 타지크계 난민들이 타지키스탄에서 우즈베키스탄으로 유입되었으며, 이들 중 대부분은 전쟁 이후에도 우즈베키스탄에 정착하였다.